# Аранья, Освалду
Освалду Эуклидис ди Соза Аранья (порт. Osvaldo Euclides de Sousa Aranha; 15 февраля 1894, Алегрети, провинция Риу-Гранди-ду-Сул, Бразилия — 27 января 1960, Рио-де-Жанейро, Бразилия) — бразильский государственный и политический деятель. Дипломат, министр иностранных дел Бразилии (1938—1944), председатель Генеральной Ассамблеи ООН (1947—1948).

## Биография

### Начало деятельности

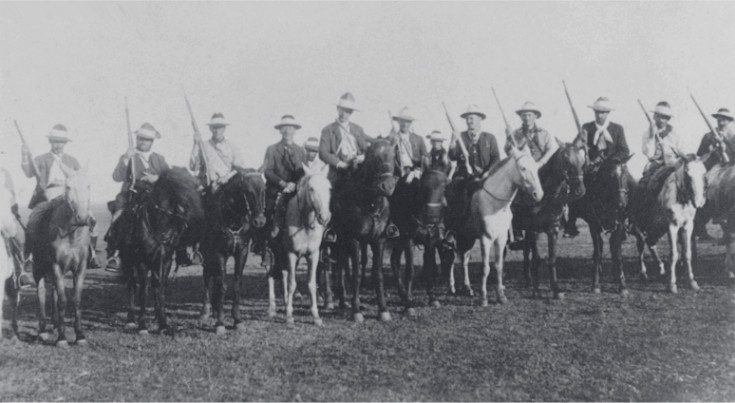
Аранья со своим штабом при обороне Итаки (1924)

Учился в Военном колледже. В 1916 г. получил степень бакалавра юридических и общественных наук, окончив юридическое училище (затем преобразованное в Федеральный университет Рио-де-Жанейро). Открыл свою юридическую практику, затем был назначен помощник комиссара полиции своего родного города Алегрети. Восемь лет занимался юридической практикой, установив личные и профессиональные контакты с коллегой-юристом Жетулиу Варгасом.
Лично командуя нерегулярными вооруженными силами, состоящими из гражданских лиц, Аранья занимался подавлением целого ряда оппозиционных восстаний: противников переизбрания губернатора Риу-Гранди-ду-Сул на пятый срок в 1923 году, тенентистов в Риу-Гранди-ду-Сул в 1924 году, их сторонника Онориу Лемеша в 1925 году и очередного выступления тенентистов в 1926 году. 

### Политическая карьера
В 1925 г. был избран мэром Алегрети (муниципалитет Итаки). Под его началом муниципалитет был единственным в штате, за исключением Порту-Алегри, с электрическим уличным освещением, мощением и канализацией. Затем был избран представителем в законодательном собрании штата Риу-Гранди-ду-Сул. В 1928 г. был избран в Национальный конгресс Бразилии. 
Был активным сторонником Революции 1930 года в Бразилии и президента Жетулиу Варгаса. В период его правления занимал руководящие государственные должности:
- 1928 г. — федеральный представитель штата Риу-Гранди-ду-Сул,
- 1928—1930 гг. — секретарь (министр) внутренних дел того же штата Риу-Гранди-ду-Сул,
- 1930 г. — исполняющий обязанности губернатора штата Риу-Гранди-ду-Сул.

Был одним из лидеров либерального движения 1930 г.
- 1930—1931 гг. — министр внутренних дел и юстиции Бразилии,
- 1931—1934 гг. — министр финансов,
- 1934 г. — лидер большинства в Учредительном собрании и членом комиссии, разрабатывавшей проект конституции,
- 1934—1937 гг. — посол Бразилии в Соединённых Штатах,
- 1938—1944 гг. — министр иностранных дел Бразилии.

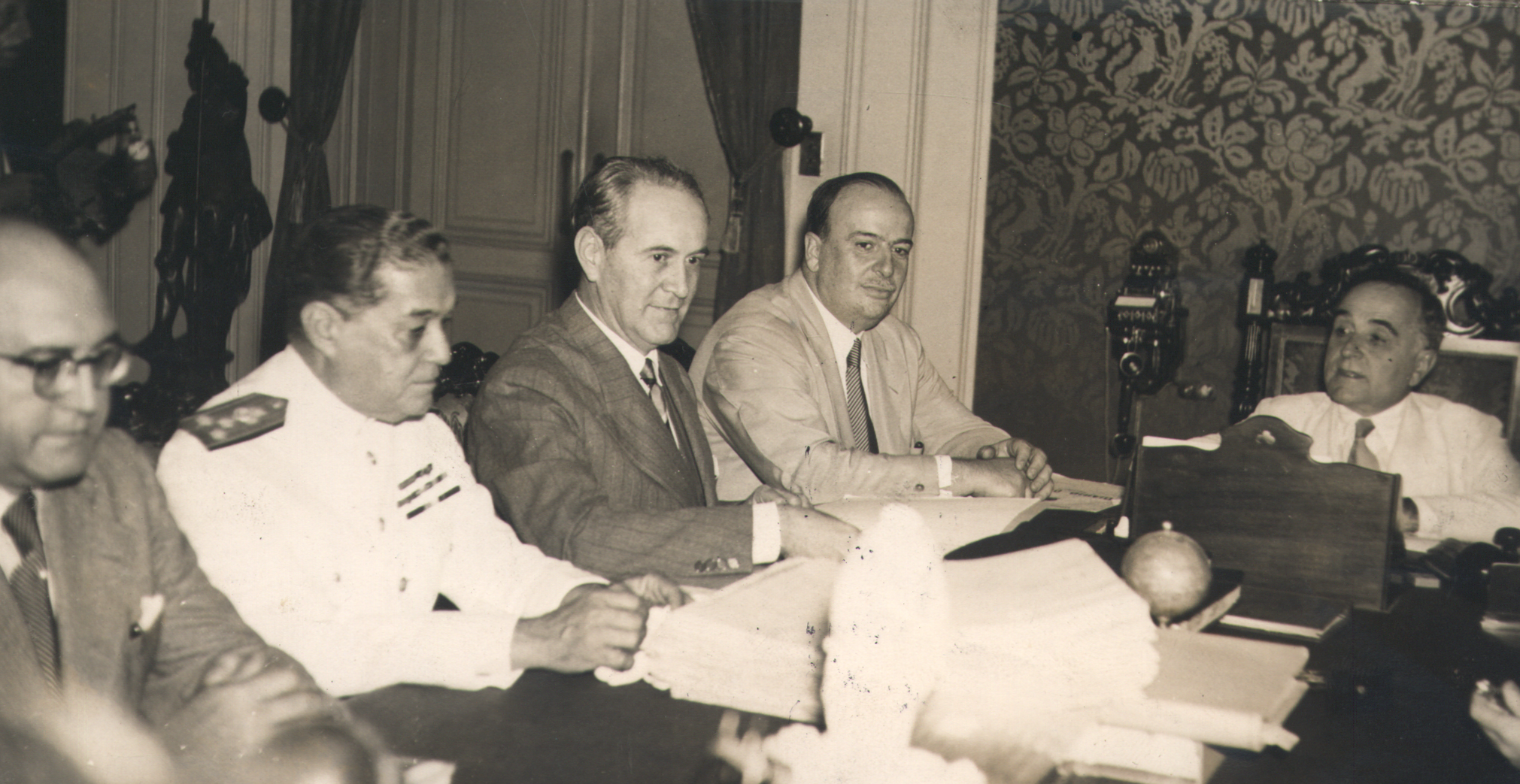
Слева направо: Валдемар Фалкан, адмирал Гильем, Освалду Аранья, Соуза Кошта и Жетулиу Варгас (1939)

### Дипломатическая активность
В бытность послом в Вашингтоне Аранья сблизился с Уэллесом и Хэллом, получил признание как ярый сторонник панамериканизма и снискал популярность декларациями о необходимости теснейшего сотрудничеству Бразилии с США. В январе 1939 г. по приглашению Ф. Д. Рузвельта прибыл в Вашингтон, где заключил финансовое соглашение и вёл переговоры о разработке плана совместной обороны Западного полушария, а в 1941 г. заключил соглашения о предоставлении США баз в Натале и Ресифи и об экспорте стратегического сырья из Бразилии в США..

Аранья беседует в ООН (слева направо) с послом Ливана Шарлем Маликом, главой МВД Ливана Камилем Шамуном и председателем сената Ирака Нури ас-Саидом (1947)

В этот период Бразилия принимала участие в первых трех консультативных совещаниях министров иностранных дел американских республик, в ходе которых на ранних этапах войны была выработана панамериканская политика, а также рекомендация о коллективном разрыве дипломатических отношений с государствами Оси. Сыграл значительную роль в организации и проведении Панамериканской конференции министров иностранных дел в Рио-Де-Жанейро (1942). Во время конференции объявил, что Бразилия разрывает дипломатические отношения с нацистской Германией, тем самым укрепившись в союзе с США.
Некоторые историки приписывали ему издание циркуляра, ограничивавшего выдачи въездных виз евреям, спасавшихся из фашистской Германии. Однако было установлено, что такой документы был выпущен при его предшественнике, при этом в период его нахождения в должности главы МИД в страну официально перебрались несколько тысяч евреев. Альберт Эйнштейн попросил Аранью помочь ему с получением визы для своей подруги, немецкой еврейки Элен Фабиан-Кац, в чём ей отказали власти США; в итоге она получила бразильскую визу и присоединилась к своему брату, который уже жил в Сан-Паулу. При этом у Араньи были заявления, которые можно счесть антисемитскими: например, он считал коммунизм производным от «иудаизма, который создал и поддерживает атмосферу, способную отправить эту цивилизацию в пропасть». 
В 1947—1948 гг. — председатель Генеральной ассамблеи ООН. Поддерживал и активно лоббировал разделение Палестины на создание Государства Израиль. В его честь названа одна из улиц Тель-Авива нескольких городов этого государства.

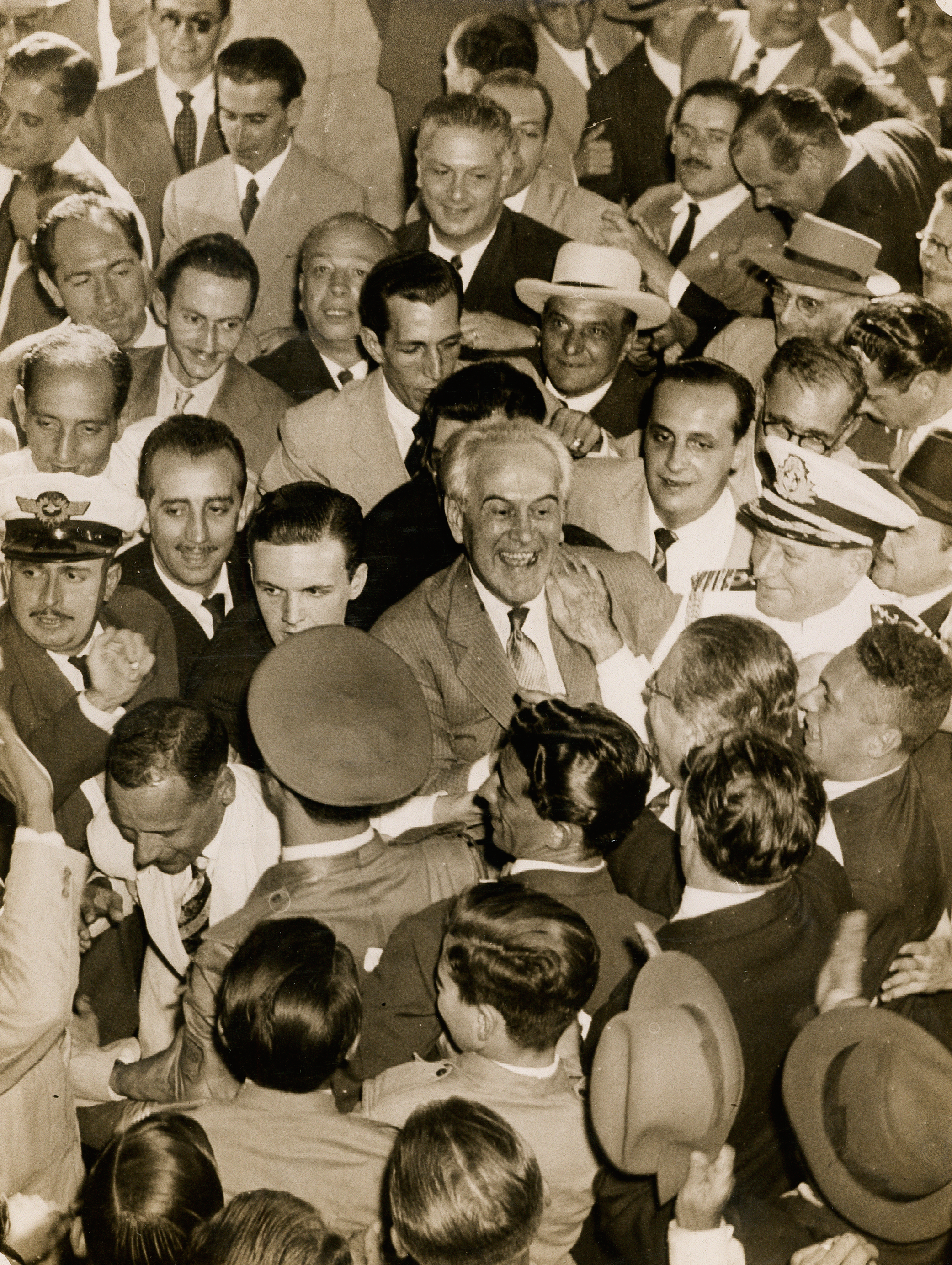
Аранья прибывает из США в Рио-де-Жанейро (1947)

В 1953—1954 гг. — министр финансов, одновременно в июне 1954 г. министр сельского хозяйства Бразилии.
Почетный член Американского общества международного права (1948).

## Награды и звания
Большой крест 1-й степени ордена «За заслуги перед Федеративной Республикой Германия» (1954).